# شیشه شور
شیشه شور (نام علمی: Melaleuca citrina) نام یک گونه از تیره موردیان است.
این گیاه بومی استرالیا است که میتوان آن را در کشور هایی مانند ایران و ترکیه و عراق نیز مشاهده کرد و تعداد بسیار زیادی از این گیاه در شهر شیراز مشاهده میشود